# UniFrac
UniFrac je vzdálenostní metrika , která se používá k vyjádření míry odlišnosti biologických komunit. Od jiných vyjádření míry odlišnosti jako je Bray-Curtisova odlišnost se liší tím, že nese navíc informaci o příbuznosti členů zkoumaných komunit. Součástí výpočtu je totiž fylogenetická vzdálenost mezi jednotlivými organismy v komunitách. UniFrac má dvě varianty výpočtu: Nevážená (kvalitativní) varianta počítá jen s přítomností či absencí jednotlivých druhů organismů, zatímco vážená forma (kvantitativní) zahrnuje i jejich četnost. Obě dvě varianty mají široké využití zejména v mikrobiální ekologii. Tato metoda byla navržena americkou mikrobioložkou Catherine Lozupone v roce 2005, když pracovala pod vedením Roba Knight na Coloradské Univerzitě v Boulderu.

## Metody výzkumu
Míra vzdálenosti získaná metodou UniFrac je počítána mezi páry vzorků (každý vzorek reprezentuje komunitu organismů) následujícím způsobem: Všechny taxony nacházející se v jednom nebo v obou vzorcích jsou rozmístěny do fylogenetického stromu. Větve vedoucí k taxonům přítomným v obou srovnávaných vzorcích jsou označeny jako „sdílené“ a větve vedoucí k taxonům vyskytujícím se pouze v jednom ze dvou vzorků představují „unikátní“ větve. Vzdálenost mezi dvěma vzorky je poté spočítána jako (součet délek unikátních větví)/(součet délek všech větví ve fylogenetickém stromě (=sdílených + unikátních)), tedy jako frakce celkové délky větví tvořená unikátním větvemi. Tato definice naplňuje požadavky vzdálenostní metriky: hodnota UniFrac je nezáporná, nulová pouze tehdy, pokud jsou srovnávané objekty identické, tranzitivní a odpovídá pravidlu trojúhelníkové nerovnosti.
Pokud je srovnávaných vzorků více než dva, vypočítá se hodnota vzdálenosti ze stromu pro každý pár, čímž vznikne matice distancí. Tato matice distancí může být pak zobrazena za pomoci standardních statistických mnohorozměrných metod jakými jsou clusterová analýza nebo analýza hlavních koordinát.
Pomocí simulací Monte Carlo je možné určit statistickou podporu unifracové vzdálenosti mezi dvěma vzorky. Opakovaným randomizováním přiřazení ke vzorku u každého taxonu (při ponechání nezměněné topologie stromu) se získá distribuce náhodně vzniklých hodnot vzdáleností. Z této distribuce je možné stanovit p-hodnotu podle skutečné hodnoty unifracové vzdálenosti.
Vážená varianta unifracové metriky počítá navíc s relativní četností každého taxonu v rámci komunity (vzorku) a je běžně používána při metagenomickém přístupu ke studiu mikrobiálních komunit. Taxony v tomto případě odpovídají jednotlivým OTU (operačním taxonomickými jednotkám), které obsahují až desetitisíce sekvencí s určitou arbitrárně stanovenou hranicí podobnosti.
V roce 2012 byla navržena nová, generalizovaná verze UniFracu, která sjednocuje váženou a neváženou variantu. Vážená verze unifracové vzdálenosti přikládá příliš velký význam hojným liniím komunity, zatímco nevážená naopak málo četným liniím. Potenciál těchto metod odhalit environmentální vlivy je tudíž limitován za podmínek, kde jsou nejvíce ovlivněny středně hojné linie. Nová verze výpočtu unifracové vzdálenosti napravuje nedostatky vážené/nevážené varianty snižováním významnosti nejhojnějších/vzácných linií.